# ناثان نورمان
ناثان نورمان هو سياسي كندي، ولد في 22 سبتمبر 1809، وتوفي في 3 سبتمبر 1883.